# Мір-Пулад
Мір-Пулад (*д/н — 1364) — хан Золотої Орди в 1362—1363 роках.

## Життєпис
Походив з династії Чингізидів, був нащадком Шибана, сина Джучі. Син Менгу-Тимура. У 1362 році зумів захопити столицю держави — Новий Сарай (Сарай-Берке), поваливши в жовтні 1362 року хана Мурада. Втім, останній продовжив боротьбу. Запеклою війною за трон скористався великий князь Литовський Ольгерд, який наприкінці того ж року завдав тяжкої поразки ординському війську під Синіми Водами. В результаті Золота Орда втратила Київщину та Поділля. Мір-Пулад вимушений був відмовитися також від Переяслава.
У вересні 1363 року його повалив старший емір Ільяс. Замість нього ханом став ставленик емірів Мурад, проти якого виступив Пулад-Ходжа (з ним часто плутають Мір-Пулада, об'єднуючи в одну особу).